# دوغ

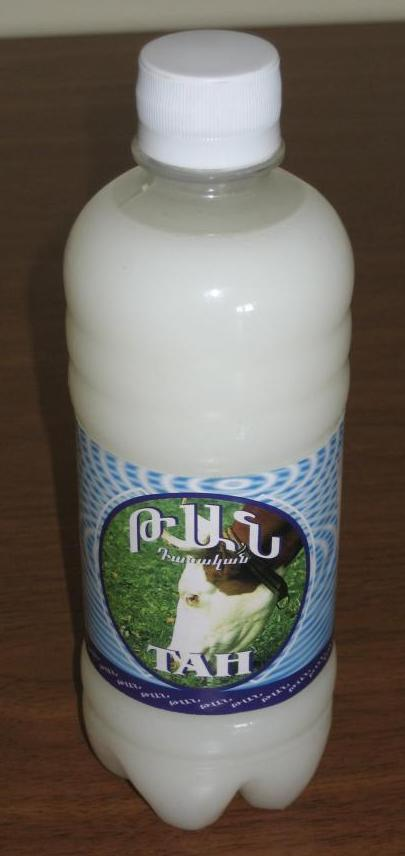
دوغ در بطری پلاستیکی در ارمنستان. بر روی آن با حروف ارمنی و حروف سیریلیک «تان» نوشته شده‌است.

دوغ  یک نوشیدنی لبنی خنک و ملس است که معمولاً از ماست، آب و مواد تازه مانند سبزیجات، نعناع و سبزیجات دیگر تهیه می‌شود. دوغ خواصی از قبیل تقویت سیستم ایمنی بدن، آرامش بخشی به معده و جلوگیری از اسهال دارد. مصرف دوغ در فصل‌های گرم توصیه می‌شود و معمولاً به عنوان نوشیدنی خنک‌کننده و ترش کننده در برخی کشورها مصرف می‌شود.

## مواد تشکیل دهنده
دوغ از ماست، یخ و آب تشکیل شده‌است که در مشک یا به صورت صنعتی در دستگاه سانتریفوژ هم زده می‌شود تا درنهایت با ظاهر شدن کره به‌صورت شناور در بالا محلول آب، ماست و یخ کره جدا کرده و مابقی که دوغ هست بعد گذاشتن در محیط آزاد بعد از چند روز تبدیل به دوغ با گاز طبیعی می‌شود. در به‌دست آوردن ماست‌های محلی از تجهیزات کمی استفاده می‌شود اما در صنعتی با مواد شیمیایی زیادی برخورد می‌کند.
دوغ را محلی‌ها عمدتاً با نعنا و پونه استفاده می‌کنند.

## پیشینه
دوغ در گذشته یکی از فراورده‌های جانبی کره محسوب می‌شد. برای تهیهٔ آن، ابتدا ماست پرچرب را با آب رقیق می‌کردند، سپس با استفاده از مشک، چربی آن جدا شده و باقی‌مانده به‌عنوان دوغ مصرف می‌شد.
امروزه با تغییر در روند تولید کره به لحاظ تکنولوژی، روش تولید دوغ نیز به‌عنوان نوشیدنی تخمیری شیری تغییر یافته‌است. تولید صنعتی دوغ بدون گاز و دوغ گازدار در ایران سابقه‌ای بیش از چهل سال دارد و با توجه به نحوه تولید این فراورده، می‌توان آن را به انواع زیر تقسیم کرد: دوغ، دوغ گازدار، دوغ حرارت دیده بدون گاز، دوغ حرارت دیده گازدار و دوغ کفیر.
دوغ و ماست گلپایگان از معروفترین است.
در حال حاضر، استاندارد بین‌المللی این نوشیدنی به نام ایران ثبت شده و به‌عنوان میراث فرهنگی غذا شناخته می‌شود.

## گونه‌ها

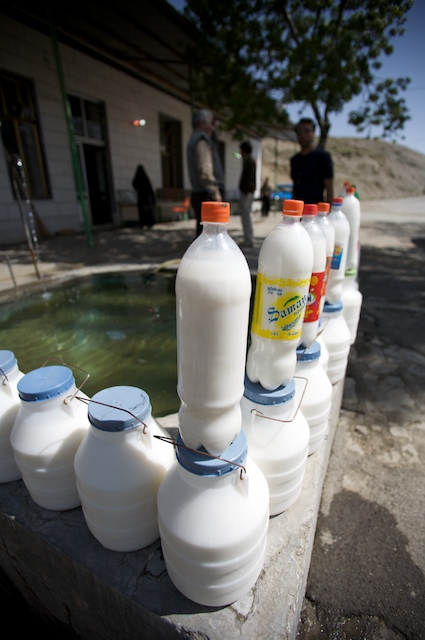
فروش بطری‌های دوغ در یک رستوران میان راهی در ایران

### دوغ
دوغ به صورتی که در بازار موجود است مشابه دوغ اصل است و فقط از نظر ظاهری به دوغ شباهت دارد. دوغ‌های موجود در بازار به روش زیر تهیه می‌شوند:
دوغ، نوعی نوشیدنی است که از تهیه می‌شود. دوغ شور را با ادویه‌جات از جمله فلفل مخلوط می‌کردند. برای تهیه نوع شیرین، گلاب، انبه یا لیمو را با دوغ مخلوط می‌کردند. در ایران و ترکیه از این نوشیدنی استفاده می‌شود. هندی‌ها نیز دوغی ویژه خود به نام لاسی تهیه کردند که دو طعم مختلف داشت: شور و شیرین.
دوغ را از مخلوط کردن ماست با آب و نمک و دیگر مواد افزودنی از جمله اسانس نعنا و پونه تهیه می‌کنند. استفاده از دوغ‌های شیرین که به لاسی شیرین شباهت داشت در ایالات متحده آمریکا مرسوم شده‌است. مردم آمریکا به این فراورده لبنی، «نوشیدنی ماست» نیز می‌گویند.
در دامداری‌های سنتی در مناطقی از شمال، غرب و عشایر دیگر مناطق پس از تهیه ماست به مقدار زیاد از آن‌جا که نگهداری و حمل ماست بسیار مشکل است، هر چند روز یک بار ماست‌ها را داخل ظرف بزرگی که در مناطق مختلف فرق می‌کند می‌ریزند و با تکان‌های شدید و اضافه کردن آب نیم گرم چربی ماست که همان کره حیوانی اصل می‌باشد جدا شده و روی مایع به صورت معلق جمع می‌شود و در نهایت چربی را جمع‌آوری می‌کنند. مایع باقی‌مانده همان دوغ است که مزه ترش و نیز ماست باعث خوشمزه بودنش می‌شود. برای حمل راحت دوغ این مایع را داخل کیسه‌های بزرگ ۸۰ لیتری می‌ریزند و آب آن را می‌کشند و ماده جامد باقی‌مانده که همانند ماست چکیده‌است دوغ می‌باشد که عرضه آن بسیار راحت است و در مناطق شمالی مخصوصاً غرب مازندران بسیار پرطرفدار است. از خشک کردن دوغ آبگیری شده در آفتاب کشک به دست می‌آید و از آب که از کیسه به‌درمی‌رود نیز سرج می‌گیرند.

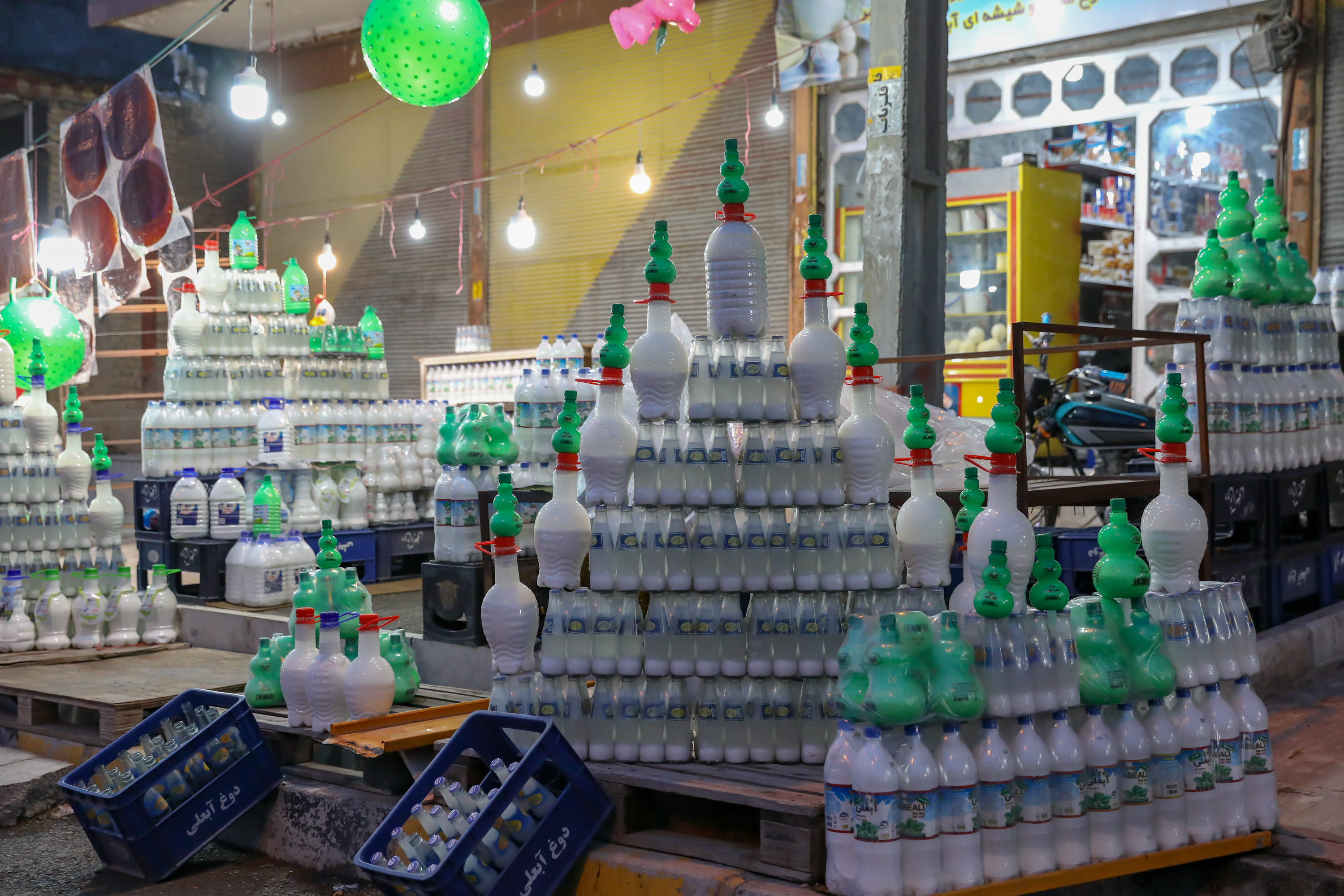

این محصول در شمال ایران معمولاً در کوزه‌های بزرگ (دوشان) یا تنه درخت که داخل آن را خالی می‌کنند (تلم، دارکلا)، و در مناطق دیگر در پوست بز (مَشک) تولید می‌شود. البته اخیراً از وسیله برقی شبیه ماشین لباس‌شویی سطلی هم استفاده می‌شود.
از جوشاندن کره به دست آمده و سرد کردن مجدد آن روغن حیوانی به دست می‌آید که در آذربایجان به ساری یاغ (روغن زرد) معروف و بسیار پرخاصیت است.
روش‌های زیر مخلوط ماست و آب است که به غلط دوغ نامیده شد:
- دوغ فراورده‌ای است که از اختلاط ماست با آب آشامیدنی با یا بدون نمک و افزودن اسانسهای سبزیجات معطر از قبیل کاکوتی، نعناع و پونه تهیه می‌شود و در این نوع دوغ ممکن است با توجه به شرایط نگهداری و در اثر تخمیر طبیعی ناشی از فعالیت میکروارگانیسمهای زندهٔ موجود در ماست اولیه تولید گاز شود.
- دوغ گازدار فراورده‌ای است که بعد از فراوری به روش اول به آن گاز کربنیک تزریق می‌شود.
- دوغ حرارت دیدهٔ بدون گاز فراورده‌ای است که بعد از فرایند آن به روش اول، برای افزایش قابلیت نگهداری و جلوگیری از تولید گاز تحت تأثیر فرایند حرارتی قرار داده شود.
- دوغ حرارت دیدهٔ گازدار فراورده‌ای است که بعد از فرایند آن مطابق بند سوم، برای ایجاد گاز در اثر تخمیر طبیعی، باکتری‌های ترموفیل مورد استفاده در تولید ماست (استرپتوکوکوس ترموفیلوس و لاکتوباسیلوس دبروکی بولگاریکوس) به آن اضافه شود.

یخچال و در مکانی به دور از تابش مستقیم آفتاب نگهداری شود هر چند نگهداری آن در مکانی با دمای معمولی مشکلی ایجاد نمی‌کند.

## ویژگی‌ها

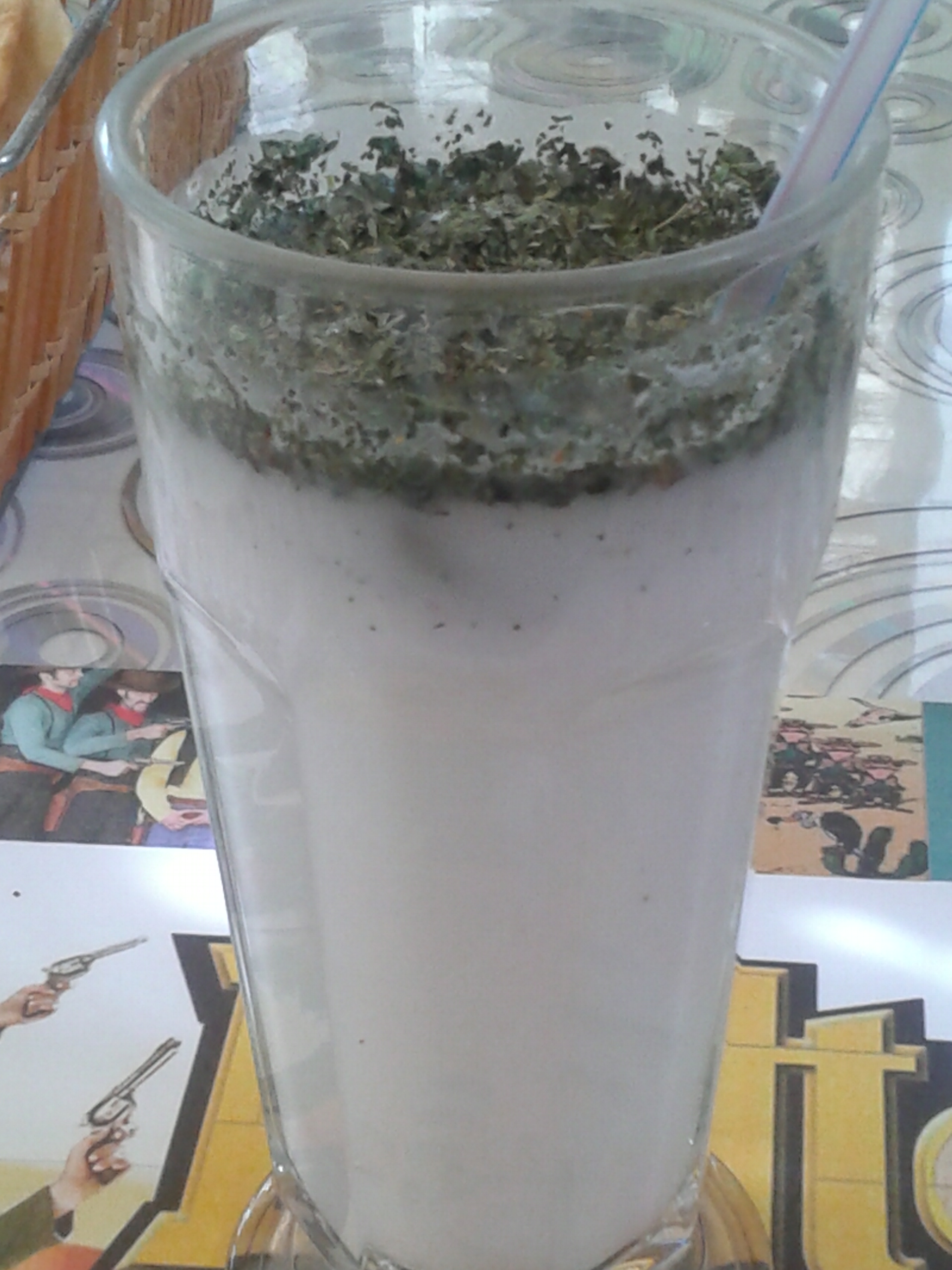
یک لیوان دوغ

دوغ تأمین‌کننده یک چهارم نیاز روزانهٔ بدن به کلسیم و حاوی ویتامین‌های ب۲ و ب۶ و ب۱۲ است و از این رو قوی‌کننده استخوانها می‌باشد.
وجود باکتری‌های مفیدی چون استرپتوکوکوس، ترموفیلوس و لاکتوباسیلوس بولگارس در دوغ اثرات بسیار مفیدی بر سلامت دستگاه گوارش دارد و مانع رشد ارگانیسمهای مضر می‌شوند.

## ریشه‌شناسی
مصدر دوشیدن از ریشه دوش و آن خود از دوغ به معنی دوشیدن شیر است. دوغ خود نیز به معنی شیر است. در برخی گویش‌های ایرانی واژه «دو» نیز به جای دوغ به کار رفته‌است.

## ضرب‌المثل‌ها
- اگر صد سال در مَشکی زنی دوغ، همان دوغ است، همان دوغ است، همان دوغ.
- به‌قدر دوغت می‌زنند پنبه.
- به‌قدر دوغش مَسکه می‌زنند.
- دوغ در خانه ترش است.
- دوغ و دوشاب یکی بودن.
- کسی که از شیر سوخت؛ دوغ را پف کرده خور.